# スマイル (テレビドラマ)
『スマイル』は、TBSテレビ系「金曜ドラマ」枠で2009年4月17日から同年6月26日まで毎週金曜日22時00分 - 22時54分に放送されたテレビドラマである。主演は松本潤。
キャッチコピーは「守り抜きたい、笑顔があった。」。

## ストーリー
父が日本人ではない生い立ちにコンプレックスを抱いているものの、つねに絶やさぬ笑顔の青年・早川ビト。ある理由から失声症になった少女・三島花。そして、目立ちたがりの弁護士・伊東一馬。運命に導かれるように出会う3人は、笑顔ひとつで困難を乗り越えるために戦っていく。
ある日、花が困っているところをビトが助ける。花のキラキラした笑顔に心惹かれるビト。数日後、ビトが勤める会社に花が入社し、2人の距離は縮まっていく。そんな中、アルバイト先のロッカーから見つかった覚せい剤により、ビトは警察からあらぬ疑いをかけられてしまう。この事件をきっかけにビトは一馬と出会うのだが、やがて社会に大きな波紋を呼ぶ事態に巻き込まれてしまう。
この本編と平行して、服役中のビトと刑務官柏木のふれあいを主とした2015年のストーリーも描かれている。ストーリーは差別や、犯罪加害者家族の偏見、マスメディアの問題点などを描き、2009年5月21日に制定された裁判員制度も取り入れている。

## キャスト

### 主要人物
早川 ビト（25→26）
演 - 松本潤、鈴木翔吾（少年期）
本作の主人公。東京都出身。父が日本人ではない混血の青年。1983年5月19日生まれ。16歳で母親に捨てられたことと、自分の出生のコンプレックスから、かつては荒れていたが現在は立ち直り、多国籍料理の店を出す事を夢見て町村フーズで働きながら前向きに生きている。明るく活発で、何事にも一生懸命な姿勢を持ち、強い正義感を持つ。常に笑顔を絶やさないようにしているが、実は「笑っていれば何事もなく済む」という意味も込められている。料理店を出すという夢を持っている為、よくみどりの作る料理のレシピをメモすることがある。花から想いを寄せられていることに初めは困惑し、何故自分を好きになったのか分からずにいたが、相模から花の過去を知らされ「花を守る」という感情と意思が芽生え始めている。昔、所属していた不良グループのリーダー・林のことを非常に恐れているが、過去に「混血」というだけで不良達に絡まれていたところを助けられ、その時にグループに所属した。偏見や差別を持たない林に対しては、絆を感じていた。自身を見た目で判断されることを嫌っている。
アルバイト先でかつての悪仲間と出会ったのをきっかけに、無実の罪を着せられてしまうが、花の行動と一馬の弁護により無罪となる。しかし、その事件は始まりに過ぎず、それを皮切りに様々な困難がふりかかる事となる。次に町村フーズの食中毒事件により宗助が自殺してしまい、また仲良しの里菜におはぎを渡したことにより、彼女が食中毒に遭ってしまったことから里菜の母親から裁判を起こされそうになる（後に無実であることがわかり裁判は取り消しになった）。その後は林と縁を切るつもりだったが、林の策略に嵌められ、指名手配されてしまう。林から甲斐の殺害を指示されて追い詰められた末、林を銃殺。彼の遺体をそのままにして花と共に過去に住んでいた町に行くも、立ち寄った旅館の従業員からの通報により逮捕され、後の裁判の結果、死刑判決を下されてしまう。服役中は花との面会を頑なに拒否していたが、それは花を巻き込んでしまった罪悪感からで、花と面会した時に自身の想いを伝えた。
その後、死刑判決に大きく関係した2000年の殺人事件については、林の父親の証言により、真犯人が林誠司であることが認められ無罪となる。2009年の林殺害についても、初犯となり、5年間の身柄拘束が考慮され死刑判決は懲役10年に減刑。模範囚だったこともあり仮釈放が3年で認められた。仮釈放後、花とともに、夢だった多国籍料理の店｢Smile｣をひらく。
「ビト」という名前の由来は、映画『ゴッドファーザー』のドン・ヴィトー・コルレオーネからきている。
三島 花（18）
演 - 新垣結衣、石川慶美（幼少期）
本作のヒロイン。1991年2月6日生まれ。春に都立神南高等学校を卒業する。本屋で万引きを疑われたところをビトに助けられて出会う。後に町村フーズの経理に入り、再会する。ビトに対して出会った時から何か特別な感情を抱いており、よくアプローチをかける。太陽のような明るい笑顔を常に絶やさずに浮かべている。明るく活発で、自分の気持ちを素直に伝える。ビトが無実の罪を着せられそうになっている時に物的証拠を探したり、近藤が覚醒剤を売るところを映像で収めたり、町村フーズを追い詰める行動をした林にビンタを喰らわすなど、行動性と芯と気丈の強さを持つ。口パク、ジェスチャー、筆談などで相手に言葉を伝える。
本名は柏原花。母は幼い時に亡くなり、無限連鎖講「幸運の会」の会長であった父・柏原正典の起こした事件を切っ掛けに「犯罪者の娘」という偏見から、幼い頃からマスコミや周囲から心無い仕打ちを受ける事となった。その後は姓を母方の三島姓に変えて親戚の家に預けられ、平穏に過ごしていたが、事件を追いかけていたジャーナリストに見つかり再びマスコミに追われ、それが原因で失声症となってしまった。その為、マスコミに対して大きな恐怖感を持っており、見るだけでも失神してしまう。
林に捕まったビトを助けるべく、アパートに向かうが一方的な暴行を受けて強姦されそうになってしまう。その後はビトと共に、ビトが過去に住んでいた町まで行動することになるも、古瀬によって離れ離れにされる。裁判の証人台に立った際、北川の尋問で声を取り戻すが、父親の名前を出されると発作を起こし、また声を失ってしまった。ビトの死刑執行の前日に面会した際、再び声を取り戻した。
なお、ビトとは本屋で初めて会ったのではなく、小学生のころ通っていた富士山の見える町の学校で、父親の事件をきっかけに苛められて泣いていたところを偶然ビトに優しく接してくれたところで会い、その時からビトの事を気にかけていた模様（ビト自身はこの話を聞いて、思い出した）。
2018年には、多国籍料理の店「Smile」をオープンさせており、仮釈放となったビトと共に店を続けている。
町村 しおり（29）
演 - 小池栄子
宗助とみどりの娘で新米の弁護士。一馬が構える伊東一馬法律事務所に勤務している。姉御肌な性格で、ビト達従業員の姉貴分。弁護士の激務と一馬のミーハーな一面には辟易しているが、弁護士としては尊敬しており、教えを乞いたいと願っている。
河井 金太（25）
演 -徳山秀典
町村フーズでのビトの仕事仲間で、かつての悪仲間。デブ専。明るくお調子者で口達者だが、喧嘩っ早いブルのストッパー役でもある。昔はビトと同じ林の不良グループに所属しており、ビト同様に林を恐れている。ビト、ブルからは「金ちゃん」と呼ばれている。
風間 健児（25）
演 - 鈴之助
町村フーズでのビトの仕事仲間で、愛称は「ブル」。かつて傷害事件を起こし、現在は執行猶予の身。喋りは福島訛り。明るく、たまに冗談を言うが喧嘩っ早いのが傷でもある。
古瀬（55）
演 - 北見敏之
非行に走っていたビトを知るベテラン刑事。ビトのことを「とんでもない悪」｢人殺し｣と呼んでおり、混血という偏見も相まって非常に嫌悪している。そのためビトの周りで事件が起こると真っ先に疑ったり、証拠を無理やり探そうとするなどの行動が多い。
外国人に対して偏見を持っており、その為、かつて上司であった林の父親・誠一郎の命令で、ビトの取調べを任される事となった。また、交番襲撃と林の殺害で指名手配されたビトを旅館で追い詰めた際には、一馬の事前の警告を無視し、機動隊を突入させて逮捕した。異常なまでの外人嫌いの理由は、かつて同情心から釈放した外国人の麻薬売人に娘が襲われたためである。最後までビトに謝罪することもなく改心しなかった。
高柳（34）
演 - 池内博之
古瀬の部下。ビトの覚せい剤取締法違反容疑の裁判では、一馬の巧みな誘導により墓穴を掘ってしまい、結果ビトは無罪を勝ち取った。
林 誠司（27）
演 - 小栗旬
かつて、ビトと金太が所属していた不良グループのリーダー。1981年12月26日生まれ。ビト達からは「悪魔のような人間」と呼ばれており、実際に残忍な人物である。しかし、幼少期は父親の暴力を受けた母親・上倉暁子を介抱するなど、心優しい少年だった。
立川刑務所で服役中だったが出所し、ビトの前に現れ、過去に甲斐の不良グループと関わったことから甲斐を目につけており、一緒に甲斐を殺すよう脅しをかけるが拒否される。ビトに執着し、美奈子の元を訪れて町村フーズの社長である宗助の悪口を言うように命令させたり、ビトと共に行動する花を狙うなどしている。父・誠一郎は警視庁の次長だったが、自身が起こした傷害事件の責任をとって辞任した後、最期まで合うことはなかった。縁を切ろうとするビトを利用し、交番を襲撃して警察官から銃を奪い、ビトに甲斐の殺害を指示するが逆にビトに撃たれて死亡する。本人はどこかそれを望んでいたような一面もあった。
柏木 啓介
演 - 勝村政信
服役しているビトを担当している刑務官。ビトに親身に接している。ビトとは拘置所で見回りをしていたときに出会い、初めからビトを悪人とは思っていなかった。また一馬とも親しく互いに信頼している関係になっている。時間外に面会に来た花の気持ちを酌み、服務規程違反を承知でビトに会わせたこともある。そのため一馬やビトの家族達と並び、ビトはもちろんビトを想う花の事も気にかける理解者といえ、最後までビトの死刑回避を強く望んでいた。最終話ではビトと花の店｢Smile｣にみどり達と共に顔を出し、ビトに大トロ寿司を差し出した。
町村 宗助（65）
演 - 前田吟
町村フーズの社長。ビト達の父親代わりでもあり、本来ならば赤の他人で、一度は道を踏み外した身である彼らを息子同然に可愛がると同時に信じており、常に温かく見守っている。しかし、町村フーズの食中毒事件疑惑を切っ掛けに、元従業員や得意先の裏切りなどで追い詰められていき、最終的に保険金で家族達を守る為に首吊り自殺してしまう。
町村 みどり（58）
演 - いしだあゆみ
宗助の妻。ビト達の母親代わりでもあり、ビトの一番の理解者。料理上手でもある。
伊東 一馬（48）
演 - 中井貴一
伊東一馬法律事務所を構える弁護士で、しおりの上司。ミーハーな性格で一見いい加減で何を考えているのか分かりにくいが、実は非常に腕の立つ弁護士。テレビに出演することが夢なのだが、いざテレビに出ると緊張のあまり固まってしまうところがある。ビトに対しては冷たい態度を取りながらも気にかけることが多く、それからは徐々に距離を縮めていく。
かつては在日コリアンで、本名は尹順基（ユン・ソンギ）。ビトと同じような苦しみを味わってきた経験のために、帰化したという過去を持っている。出生のせいで恋人との結婚を認められず、自ら別れを告げた。ビトの存在・笑顔が、一馬に現実と向き合い、前を向く勇気を与えている為、ビトに感謝の気持ちを抱いている。
2015年には仲良くなっており、本を差し出したり、寿司の差し入れを許可するように柏木を説得している。また柏木とはお互い信頼している仲となっている。死刑を受け入れようとするビトを、何としてでも刑務所から出すことを誓い、奮闘した。さらに、2018年には本名に戻し、事務所名もユン・ソンギ法律事務所に改称している。

### その他の人物
近藤 有也
演 - 大口兼悟
ビトが働いているアルバイト先の同僚。かつての悪仲間のようだが、ビトの事を見下しており、バイト先では後輩であるにもかかわらず、罵り尊大な態度で接している。現在も悪に手を染めている模様で、ビトに濡れ衣を着せた張本人である。後に花の行動により、ビトに濡れ衣を着せたことが一馬に知らされ逮捕される。
小港プロデューサー
演 - 近江谷太郎
桜井マネージャー
演 - ダンカン
甲斐 亮二
演 - 松田悟志
覚醒剤事件の黒幕人物。過去に林の不良グループと関わったことがあり、林から目をつけられている。眉間には、林にナイフで切られたことによる大きな傷跡がある。現在は暴力団幹部。
山本社長
演 - 菅原大吉
美奈子
演 - 村上知子（森三中）
町村フーズで長年働いていた元従業員。結婚し、妊娠したため職場から退くことになった。金太が惚れていたが、食中毒事件で林の命令により雑誌に町村フーズを裏切る証言をしてしまう。これは結婚詐欺に遭いお金を盗られ金に困っていた為だった。ビトの説得もあり真実を話す。事件後は実家に戻っており、美奈子の住んでいたアパートには林が住み着いていた。
北川 秀人
演 - 甲本雅裕
覚醒剤事件で一馬に負けたことから一馬を敵視している検察官。前科者や外国人に対する偏見は特に持っていないが、一馬への敵愾心から古瀬に利用されそうになることが多い。また、花が柏原の娘であることを既に知っておりそれを利用して花を始め一馬達を無理やり追い詰めると言う手段を施す。しかし、2000年の事件が冤罪だと知ると林の父の情報を伊東にリークしたが、それは罪悪感からなどではなく自身の名に泥がつくことを嫌ったためであり古瀬同様ビトたちに謝罪することはなかった。
相模 陽太郎
演 - 吉沢悠
花を小学生時代から担当している区役所の福祉課員。花のことを気にかけており、親身になって接している。花の過去をビトに教え、花のことをビトに任せた人物。
山根
演 - 石井正則（友情出演）
町村フーズと取引のある銀行の行員。宗助とは持ちつ持たれつの間柄であったが、食中毒事件の際に上層部の方針で融資を打ち切ることになり、結果的に宗助を死に追いやってしまった。
里菜
演 - 寺本純菜
上原東小学校の生徒。ビトの事を兄のように慕っているが、食中毒事件の犠牲者となってしまう。ビトの作ったおはぎが大好物。
里菜の母親
演 - 西尾まり
娘が食中毒になってしまった事をビトのせいだと責め立て裁判を起こそうとしていたが、無実であることを知り訴えを取り消し、ビトたちと和解した。
新聞記者
演 - 河野洋一郎
食中毒事件の報道がきっかけで宗助を死に追いやってしまったことに責任を感じ、みどりらに謝罪した。
下平 香苗
演 - 羽田美智子
一馬の過去の恋人。弁護士としての一馬に、夫から慰謝料を「ふんだくる」ための相談に来た。かつて一馬が在日韓国人であった際交際し結婚の一歩手前まで行ったが両親の反対により別れることとなり、一馬が帰化を決断する一因となった。後にしおりに一馬を託す。
佐原 明夫
演 - 髙橋洋
帝国食品株式会社の社員。美奈子の告白記事で町村フーズの信用が地に落ちた後真実を話そうと一馬の事務所を訪れるが、宗助の死を知らされた後は口を噤む。その後ビトの必死の説得に、自分達の非を認めて謝罪した。
林 誠一郎
演 - 竜雷太
誠司の父親。かつて警視庁の次長で絶大な権力を持ち、ビトが誠司の身代わりとして逮捕された際、かねてから外国人に対する偏見を持っていた古瀬に取り調べをするよう命じるが、誠司が現行犯逮捕された事で辞任した。かつて妻や少年時代の誠司に暴力を振るい、その人格を歪ませた張本人。警察官の引退後は誠司と絶縁した後ホームレスになったが、2000年の事件の再審で初めて自分の息子が犯人である証言をし、一連の事件の全てにおいてビトに謝罪した。
上倉 暁子
演 - キムラ緑子
受付の女性
演 - 吉田羊（第4話、第6話）

### 裁判官・裁判員（8話 - 10話）
青木裁判長（55）
演 - 本田博太郎
堀川裁判官（40）
演 - 青木鉄仁
波多野裁判官（31）
演 - 川先宏美
下記の裁判員はプライバシーの関係から仮名という設定になっている。
冷牟田 貞二（62）
演 - 浅野和之
私立高校教師。「加害者の更生を考慮するよりも、罪を償わせるべき」という厳格な考えを持ち、一貫して死刑を主張する。そのため、叶と終始対立することとなる。
叶 陸夫（48）
演 - モロ師岡
トラック運転手。バツイチで元不良。生い立ち故にか道を踏み外したものに対しては割合寛容で「過去に悪事を働いた人間でも更生できる」と考えており、ビトに対しては理解を示す。極刑には反対を唱えており、そのため、冷牟田と終始対立することとなる。
真田 仁（28）
演 - 忍成修吾
大手商社勤務のエリート。幼少時から海外での生活経験がある帰国子女。当初は事件を「チンピラ同士の抗争」と見なし、審理にも乗り気ではなかったが事件の核心に触れ、真摯な態度で裁判に臨むようになる。また花の言い分にも耳を貸しており差別的発言をした夕貴には怒りを露わにしていた。ビトの量刑に関しては常に苦悩しつつも「本当に更生を望んでいたならば被害者との悪縁も断ち切れたはず。心の底から反省していたとは思えない」と結論を出し、死刑に一票を投じる。この一票が決め手となり、ビトに死刑判決が下った。
徳島 のり子（55）
演 - 大島蓉子
専業主婦。陽気で涙もろい性格でやや気が変わりやすい上に、事件現場の林の遺体を見て気分が悪くなったり、北側の銃声の真似に驚くなど本質はやや小心者。最初はビトの擁護派だったが、実の子を亡くした林の母親に同情し、死刑に一票を入れる。
掛井 夕貴（39）
演 - 櫻井淳子
出版社勤務の記者。一見すると正義感が強いように見えるがその正義感はやや問題がある一面もあり、ヒステリックでやや高圧的。1人もの。当初は叶と並び、ビトを擁護していたが花が犯罪者の娘と知ると、差別的態度を見せる。「何人もの人間を自殺に追い込んだような極悪人の娘の証言はあてにならない」と称して、真田の差別的発言を非難する言い分にも逆上してビトの印象も悪化し、量刑審理時、死刑に一票を入れる。
柴田 佳代（31）
演 - 酒井若菜
専業主婦。妊婦。控えめな性格をしており、優柔不断。また叶と同様最終的には極刑に反対した。

## スタッフ
- 脚本 - 宅間孝行、篠崎絵里子
- 音楽 - 山下康介
- 主題歌 - 椎名林檎「ありあまる富」（EMIミュージック・ジャパン）
  - 椎名がソロで連続ドラマの主題歌を担当するのは本作が初である[1]。
- プロデューサー - 瀬戸口克陽、高成麻畝子
- 演出 - 石井康晴、坪井敏雄、渡瀬暁彦
- 製作著作 - TBS

## 放送日程
| 各話                                                       | 放送日        | サブタイトル                                 | 脚本       | 演出     | 視聴率 |
| ---------------------------------------------------------- | ------------- | -------------------------------------------- | ---------- | -------- | ------ |
| 第1話                                                      | 2009年4月17日 | 未来を夢見た男の純愛と正義〜笑顔に秘めた真実 | 宅間孝行   | 石井康晴 | 11.7%  |
| 第2話                                                      | 2009年4月24日 | アナタは私が救う!!                           | 宅間孝行   | 石井康晴 | 10.2%  |
| 第3話                                                      | 2009年5月1日  | 君の笑顔を避ける理由                         | 宅間孝行   | 石井康晴 | 12.3%  |
| 第4話                                                      | 2009年5月8日  | 僕が彼女を守る!!                             | 宅間孝行   | 坪井敏雄 | 9.2%   |
| 第5話                                                      | 2009年5月15日 | 誕生日にもらった一生の宝物                   | 宅間孝行   | 坪井敏雄 | 11.0%  |
| 第6話                                                      | 2009年5月22日 | 僕が社長の無念を晴らす                       | 宅間孝行   | 石井康晴 | 8.9%   |
| 第7話                                                      | 2009年5月29日 | はじめてのキス                               | 宅間孝行   | 石井康晴 | 10.1%  |
| 第8話                                                      | 2009年6月5日  | 本当の笑顔を取り戻す戦い                     | 宅間孝行   | 渡瀬暁彦 | 7.1%   |
| 第9話                                                      | 2009年6月12日 | 運命の裁判員裁判はじまる!                    | 宅間孝行   | 坪井敏雄 | 9.7%   |
| 第10話                                                     | 2009年6月19日 | 運命が動き出す!!―判決                        | 篠崎絵里子 | 石井康晴 | 10.1%  |
| 最終回                                                     | 2009年6月26日 | 僕らが最後に手にした笑顔                     | 篠崎絵里子 | 石井康晴 | 10.9%  |
| 平均視聴率 10.2%（視聴率は関東地区・ビデオリサーチ社調べ） |               |                                              |            |          |        |

## 受賞歴
- 第13回日刊スポーツ・ドラマグランプリ GP春
  - 作品賞
  - 主演男優賞（松本潤）
  - 助演男優賞（中井貴一）
  - 助演女優賞（新垣結衣）
- 第61回ザテレビジョンドラマアカデミー賞
  - 助演女優賞（新垣結衣）

## 備考
- ドラマ中で柏木刑務官がビトの死刑執行を前日から把握していた描写があるが、実際には刑務官・死刑囚とも執行命令を知らされるのは執行日の朝であると言われている。「日本における死刑」も参照のこと。
- 暴力団関係者のキャラクターが劇中に登場するため、スポンサーのひとつであるトヨタ自動車は提供クレジットを自粛した。